# Česko na Halovém mistrovství světa v atletice 2008

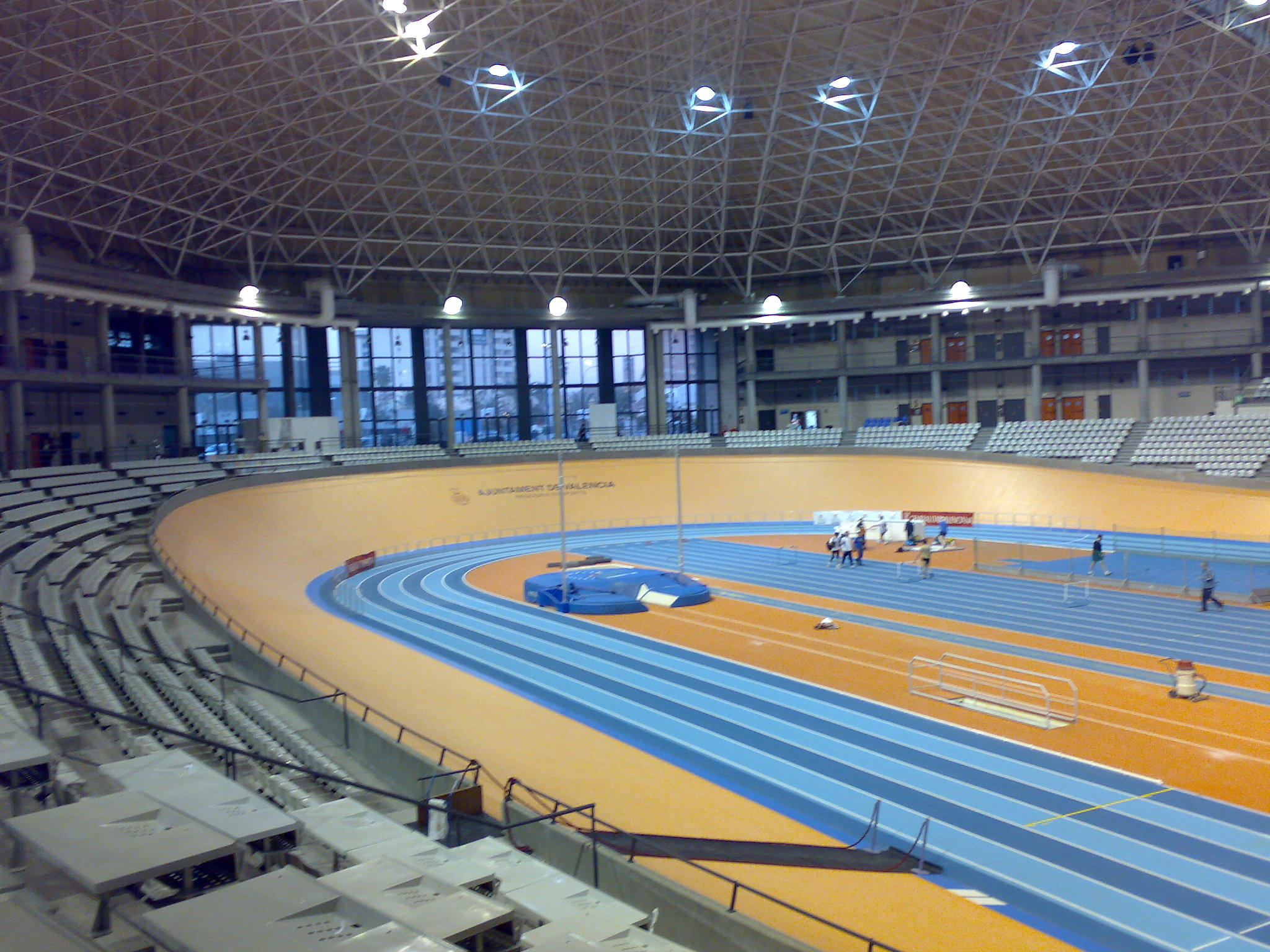
Luis Puig Palace

Halového MS v atletice 2008 se ve dnech 7. – 9. března účastnilo 13 českých atletů (5 mužů a 8 žen). Třináctým členem reprezentačního týmu byla běžkyně Drahomíra Eidrnová, která byla případnou náhradnicí pro štafetový běh na 4×400 metrů. Šampionát se uskutečnil ve španělské Valencii v hale Luise Puiga.
Čeští atleti se z dějiště šampionátu vrátili bez medaile. S obdobnou bilancí se naposledy vrátila výprava z halového MS 1993 v Torontu. Kvůli zranění lýtkového svalu sedmiboj nedokončil Roman Šebrle, který odstoupil po páté disciplíně. Nejlepšího umístění dosáhla ženská štafeta v běhu na 4×400 metrů, která startovala ve složení Zuzana Bergrová, Denisa Ščerbová, Jitka Bartoničková a Zuzana Hejnová. Ve finále doběhly těsně pod stupni vítězů, na 4. místě. Sedmé místo obsadila tyčkařka Pavla Rybová. Do finále postoupila také výškařka Iva Straková, která skončila společně s Ariane Friedrichovou na děleném 8. místě.

## Výsledky

### Muži
| Atlet            | Disciplína    | Kvalifikace | Kvalifikace | Rozběh  | Rozběh   | Semifinále  | Semifinále  | Finále      | Finále      |
| Atlet            | Disciplína    | Výkon       | Umístění    | Výkon   | Umístění | Výkon       | Umístění    | Výkon       | Umístění    |
| ---------------- | ------------- | ----------- | ----------- | ------- | -------- | ----------- | ----------- | ----------- | ----------- |
| Jakub Holuša     | 800 m         |             |             | 1:51,09 | 24.      | nepostoupil | nepostoupil | –           | –           |
| Stanislav Sajdok | 60 m přek.    |             |             | 7,81 s  | 21.      | 7,85 s      | 19.         | nepostoupil | nepostoupil |
| Petr Svoboda     | 60 m přek.    |             |             | 7,71 s  | 9.       | 7,81 s      | 17.         | nepostoupil | nepostoupil |
| Jaroslav Bába    | Skok do výšky | 2,27 m      | 7.          |         |          |             |             | 2,23 m      | 9.          |

Sedmiboj
| Roman Šebrle  | Sedmiboj    |          |      |          |
| Roman Šebrle  | Disciplína  | Výsledek | Body | Umístění |
| ------------- | ----------- | -------- | ---- | -------- |
|               | Běh na 60 m | 7,16 s   | 826  | 6.       |
| Skok daleký   | 7,60 m      | 960      | 3.   |          |
| Vrh koulí     | 16,16 m     | 861      | 3.   |          |
| Skok do výšky | 2,12 m      | 915      | 2.   |          |
| 60 m přek.    | DNF         | –        | –    |          |
| Skok o tyči   | DNS         |          |      |          |
| Běh na 1000 m | –           |          |      |          |
| Celkově       |             |          | DNF  | –        |

### Ženy
| Atletka                                                           | Disciplína    | Kvalifikace | Kvalifikace | Rozběh  | Rozběh   | Semifinále   | Semifinále   | Finále       | Finále       |
| Atletka                                                           | Disciplína    | Výkon       | Umístění    | Výkon   | Umístění | Výkon        | Umístění     | Výkon        | Umístění     |
| ----------------------------------------------------------------- | ------------- | ----------- | ----------- | ------- | -------- | ------------ | ------------ | ------------ | ------------ |
| Zuzana Hejnová                                                    | 400 m         |             |             | 53,04 s | 7.       | 53,16 s      | 7.           | nepostoupila | nepostoupila |
| Denisa Šcerbová                                                   | 60 m přek.    |             |             | 8,42 s  | 22.      | nepostoupila | nepostoupila | –            | –            |
| Zuzana Bergrová Denisa Šcerbová Jitka Bartoničková Zuzana Hejnová | 4 × 400 m     |             |             |         |          |              |              | 3:34,53      | 4.           |
| Barbora Laláková                                                  | Skok do výšky | 1,81 m      | 16.         |         |          |              |              | nepostoupila | nepostoupila |
| Iva Straková                                                      | Skok do výšky | 1,93 m      | 7.          |         |          |              |              | 1,93 m       | 8. =         |
| Pavla Rybová                                                      | Skok o tyči   | 4,45 m      | 8. =        |         |          |              |              | 4,50 m       | 7.           |
| Denisa Šcerbová                                                   | Skok daleký   | 6,37 m      | 9.          |         |          |              |              | nepostoupila | nepostoupila |